# Silvia Elena Suilo Valenzuela
Silvia Elena Suilo Valenzuela (Heroica Nogales, Sonora, 21 de agosto de 1942 – Hermosillo, Sonora 28 de febrero de 2018) fue la primera enfermera en Obstetricia titulada por la Universidad de Sonora.

## Biografía
Sus padres fueron el Coronel Médico Cirujano Andrés Suilo y Campos  y la señora Esther Valenzuela Ávila.
Su abuelo paterno fue Don José Suilo, un médico inmigrante de origen chino quien con su práctica profesional obtuvo reconocimiento en la ciudad de Chihuahua, su hijo Andrés siguió sus pasos, por lo que llegó a ser Director del Hospital Civil de Guadalajara, Director de los Servicios Coordinados de Salud Pública; Director de Sanidad Militar en Laredo, Gómez Palacio y los estados de Sonora, Sinaloa, Nayarit, California Norte y Baja California. Este contexto familiar pudo haber inspirado a Silvia Elena Suilo para forjar una carrera profesional, contrario a lo que se esperaba de las mujeres de aquélla época. Y su hermano el médico ginecobstetra abortero Jorge Suilo Valenzuela, procesado por el procurador de Justicia del estado de Sonora (2000) Lic. Miguel Ángel Cortez Ibarra)

## Trayectoria profesional
Silvia Elena Suilo Valenzuela culminó sus estudios en la Escuela de Enfermería y Obstetricia el 17 de abril de 1963. El 7 de diciembre de 1965 defendió su tesis titulada “Hemorragias en el último trimestre de embarazo”, la cual fue calificado como brillante y aprobada por unanimidad, lo que la convirtió en la Primera Experta en Obstetricia por la Universidad de Sonora.
Como partera titulada, fungió como jefa de la sala de partos en el Hospital del Instituto Mexicano del Seguro Social (IMSS) y del Hospital Materno Infantil de la Ciudad de Hermosillo, Sonora, así como asistiendo a su hermano, el ginecólogo Jorge Fernando Suilo Valenzuela.
Vivió en la ciudad de Hermosillo, Sonora, hasta fallecer a causa de choque séptico, consecuencia de una neumonía.